# Cixius vandykei
Cixius vandykei är en insektsart som beskrevs av Van Duzee 1925. Cixius vandykei ingår i släktet Cixius och familjen kilstritar. Inga underarter finns listade i Catalogue of Life.